# Francesco Ugolini
Francesco Ugolini, hispanista italiano del siglo XX.
Investigó sobre Francisco Delicado, el autor del Retrato de la lozana andaluza, una de las más importantes novelas dialogadas del siglo XVI, afirmando el origen giennense del autor, en concreto de Martos, en "Nuovi dati intorno alia biografía di Francisco Delicado desunti da una sua sconosciuta operetta", Annali della Facoltá di Lettere e Filosofía, della Universitá degli Studi di Perugia, XII (1974-75), pp.443-616.
- Datos: Q5864798